# Paisley Park (singolo)
Paisley Park è una canzone di Prince and The Revolution. È stato il primo singolo pubblicato in alcuni mercati internazionali dal loro album del 1985, Around the World in a Day.

## Tracce
7" single
- A. "Paisley Park" – 4:41
- B. "She's Always in My Hair" – 3:27

12" single
- A1. "Paisley Park" – 4:41
- A2. "She's Always in My Hair" – 3:27
- B. "Paisley Park" (Remix) – 6:53

## Classifiche
| Classifica (1985) | Posizione massima |
| ----------------- | ----------------- |
| Australia         | 38                |
| Belgio (Fiandre)  | 40                |
| Irlanda           | 11                |
| Nuova Zelanda     | 26                |
| Paesi Bassi       | 40                |
| Regno Unito       | 18                |